# گندملاعیسی
گندملاعیسی، روستایی از توابع بخش مرکزی شهرستان اشنویه در استان آذربایجان غربی ایران است.

## جمعیت
این روستا در دهستان دشت بیل قرار دارد و براساس سرشماری مرکز آمار ایران در سال ۱۳۸۵، جمعیت آن ۸۴۱ نفر (۱۷۵ خانوار) بوده‌است.